# ویلیام راجرز (بازیکن راگبی)
ویلیام راجرز (انگلیسی: William Rogers; ۶ فوریهٔ ۱۹۰۲ – ۱۳ نوامبر ۱۹۸۷) بازیکن راگبی ۱۵ نفره اهل ایالات متحده آمریکا بود.